# Пламъците на желанието
Пламъците на желанието (на корейски: 욕망의 불꽃, на английски: Flames of Desire) е южнокорейски сериал с участието на Шин Ън Кьонг, Со У, Ю Сънг Хо, Чо Мин Ки и И Сун Дже. Излъчва се по MBC от 2 октомври 2010 г. до 27 март 2011 г. в събота и неделя от 21:45 ч. за 50 епизода.

## Сюжет
Сериалът разказва историята на успеха и опустошението на един семеен конгломерат, който се разпада, когато членовете му са въвлечени в жестока битка за наследството. Децата на Ким Те Джин копнеят за богатството му и властта, която притежава като президент на компанията, и биха направили всичко, колкото и жестоко и нечовешко да е, за да го изтръгнат от другите.
В челните редици на тази отчаяна борба са Юн На Йонг, безмилостната и амбициозна жена на Ким Йонг Мин, третият син на Те Джин. Нейната неутолима жажда за власт и богатство достигат дотам, че манипулира както мъжа си, така и сина си – Ким Мин Дже, за да постигне собствените си желания.
Ким Мин Дже е единственият в това семейство, който не се интересува от битките за наследство сред роднините си. Той е състрадателен, но самотен младеж с чиста душа, който таи много болка в себе си. За него най-важна е Пек Ин Ги – жената, която обича и която прави своя съпруга, без да обръща внимание на грозното ѝ минало.
Пек Су Бин е популярна актриса, по-известна под сценичното си име Пек Ин Ги. За нея любовта, богатството и унищожението са само игра. Ако я спечели, може да бъде щастлива. На брака си с Мин Дже тя гледа като на възможност да избяга от миналото си и тайната на своето раждане. Двамата се срещат случайно по време на инцидент. Опознавайки я постепенно, Ким Мин Дже разбира, че тя има болки и белези, които са скрити зад луксозния живот на звезда.
Има обаче един човек, който не е доволен от това, че Мин Дже се влюбва в Пек Ин Ги – собствената му майка, която има амбициозна мечта да направи сина си следващия собственик на семейния бизнес. И поради нейната алчност и страст любовта между двамата няма да върви гладко.

## Актьорски състав
- Шин Ън Кьонг – Юн На Йонг
- Со У – Пек Су Бин / Пек Ин Ги
- Ю Сънг Хо – Ким Мин Дже
- Чо Мин Ки – Ким Йонг Мин
- И Сун Дже – Ким Те Джин
- И Хьо Чун – Канг Гъм Хуа
- Ким Бьонг Ки – Ким Йонг Те
- И Бо Хи – Ча Сун Ча
- Чо Сонг Ха – Ким Йонг Джун
- Сонг Хьон А – Нам Е Ри
- Сон Ън Со – Ким Ми Джин
- Ким Сънг Хьон – Ким Йонг Шик
- Пек Чонг Мин – Ким Сонг Дже
- И Хо Че – Юн Санг Хун
- Ким Хи Чонг – Юн Чонг Сук
- Чо Джин Унг – Канг Джун Гу
- Ум Су Чонг – Ян Ин Сук